# Atalanta Motors

Atalanta (Аталанта) — з 1936 року англійський виробник автомобілів. Штаб-квартира розташована в місті Стейнс-на-Темзі. У 1939 році компанія припинила виробництво автомобілів.

## Заснування компанії
Альберт Гоф працював мотористом у фірмі Frazer-Nash, він адаптував 1.5 л двигуни Meadows під капоти цих машин. У 1935 році він разом з інженером Дугласом Хеміллом і гонщиком Еріком Скоттом засновує власну фірму — HGS Motors, в Стейнсі, що в Міддлсексі. Конструкторське бюро талановитих інженерів розмістилося в сараї одного кафетерію, в грудні 1936 року молоді люди вирішили перейменувати свою компанію в Atalanta Motors Ltd, тоді ж до них приєдналися Нейл Ватсон і Пітер Уайтхед. Працювати вони стали над мотором Meadows, об'ємом 1.5 л, Гоф і Скотт модернізували його, додавши голівку з 3 клапанами на циліндр, а побудувала мотор компанія Beans Industries. Крім 1.5 л версії, яка розвивала 78 к.с., був підготовлений і 2-літровий двигун, потужністю 98 к.с., крім 3-х клапанів на циліндр мотор оснащувався ще й двома свічками запалювання, розжареним колінчастим валом, алюмінієвим картером, поршні також були виготовлені із сплавів алюмінію. Оскільки група талановитих інженерів хотіла зробити кращий автомобіль, то створення рами почалося з нуля.

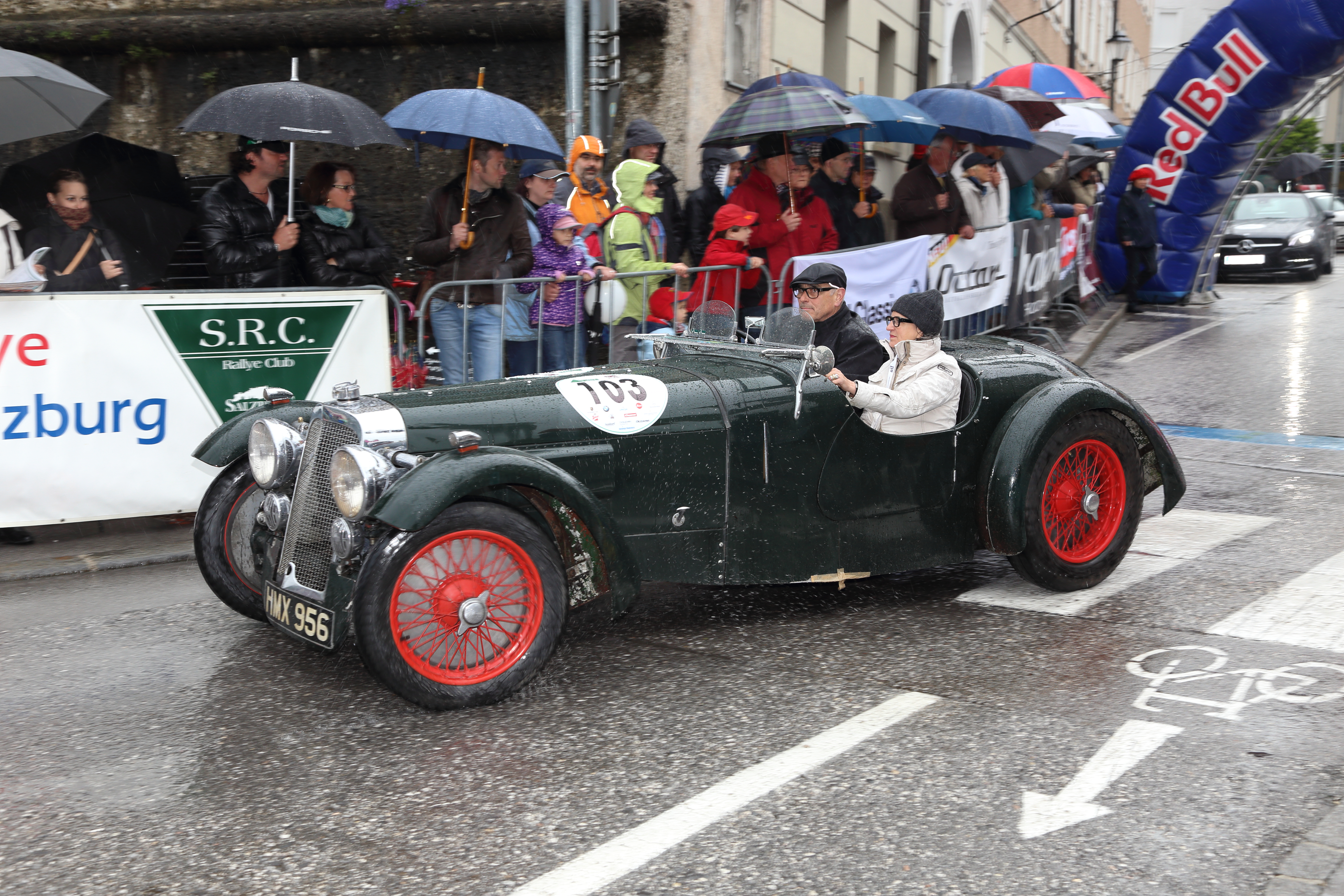
Atalanta 1.5-Litre Sports Roadster

Вона отримала Х-подібний підсилювач, підвіска всіх коліс була незалежною, а її важелі були зроблені з хідумініуму, який застосовувався фірмою Rolls-Royce в авіаційних моторах. Амортизатори системи Андре Ідро можна було регулювати, не виходячи з салону, гальмівна система мала барабани, виготовлені з легких сплавів, а привід їх був гідравлічним. Трансмісія на вибір пропонувалася або 4-ступенева електромагнітна Cotal, або повністю синхронізована 4-ступінчаста мануальна фірми Warner.

## Початок виробництва автомобілів

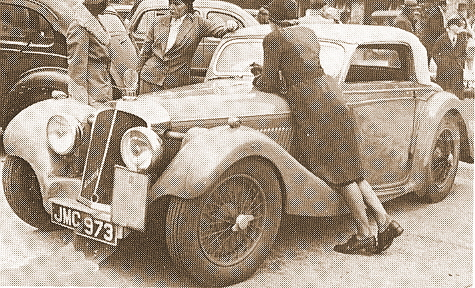
Atalanta 2-Litre Drophead Coupe

Перша машина була готова в березні 1937 року, в каталогах клієнтам пропонувалися й компресорні варіанти, на ці мотори могли встановити нагнітачі Arnott або Centric, які включалися водієм з панелі приладів. Алюмінієві кузови типу спортс-родстер, спортс-турер, дропхед купе (кабріолет) і купе для них виготовляла фірма Abbott із Ферхемма, завдяки малій вазі 1.5 л машина могла розвивати 145 км/год, а 2-літрова — всі 160 км/год, і це в атмосферному варіанті.
У фірму приходять працювати випробувачами Денніс Пур і Гордон Уілкінс, перший з них стане після війни гонщиком Формули 1, в 1938 році чоловічу команду розбавляє місіс Мідж Уілбі, яка успішно бере участь у різних змаганнях, а також працює заводським випробувачем. У 1938 році клієнтам запропонували і варіант з укороченою колісною базою, який був побудований в кількості двох машин, одна з яких взяла участь у Ле-Мані 1938 року, під час тренувальних заїздів гонщики пошкодили маточину задніх коліс, але, швидко полагодивши її, вирішили взяти участь у марафоні, проте вже на четвертому колі екіпаж Чарльза Моррісона і Нейла Ватсона зійшов з дистанції. Ще через три кола коротати час слідом за британськими гонщиками пішов екіпаж Джанфрако Комотті і Альбера Диво, які виступали на Delahaye Туре 145.

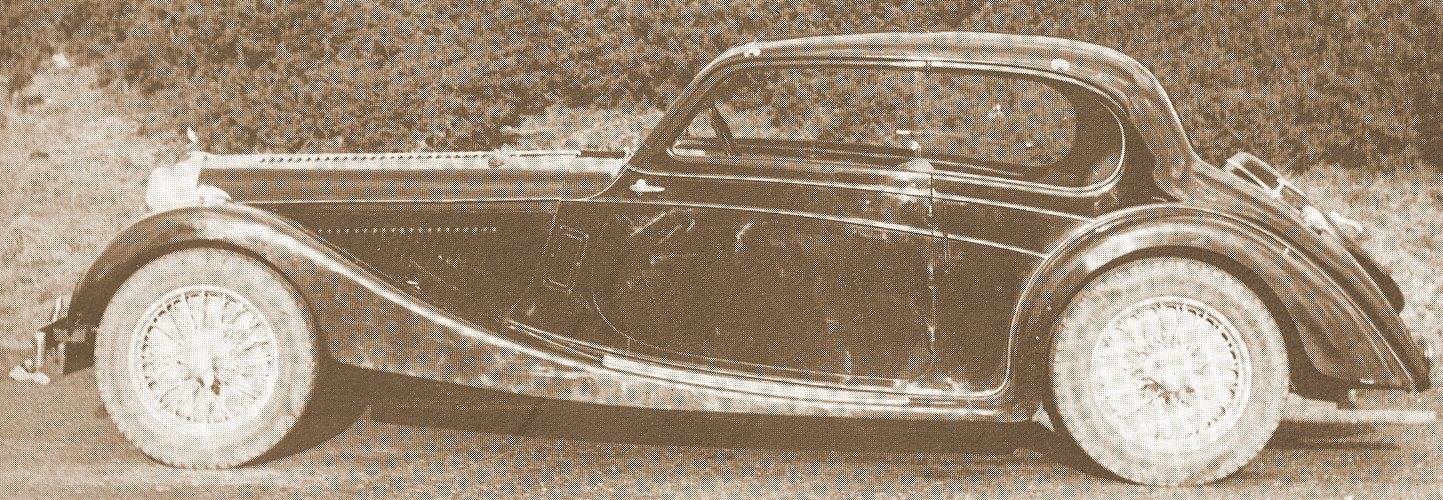
Atalanta V12 Sports Saloon

Крім цього була в 1938 році підготовлена і друга модель — V12. Під капотом у цього варіанту, який пропонувався тепер як на стандартних шасі, так і на подовжених, ховався 4.4 л 112-сильний мотор від Lincoln Zephyr, агрегатували його з 3-ступінчастою коробкою передач, однак машина була важчою 4-циліндрових машин, тому максимальна швидкість впиралася в позначку 152 км/год. Пропонували цю модель з 4-місними кузовами Sports Saloon і DropHead Coupé на довгій базі (3.05 м), і дво-, тримісні DropHead Coupé, Sports Roadster і Fixed Head Coupé на стандартній базі (2.74 м).

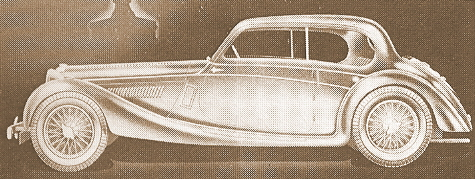
Atalanta V12 Sports Saloon

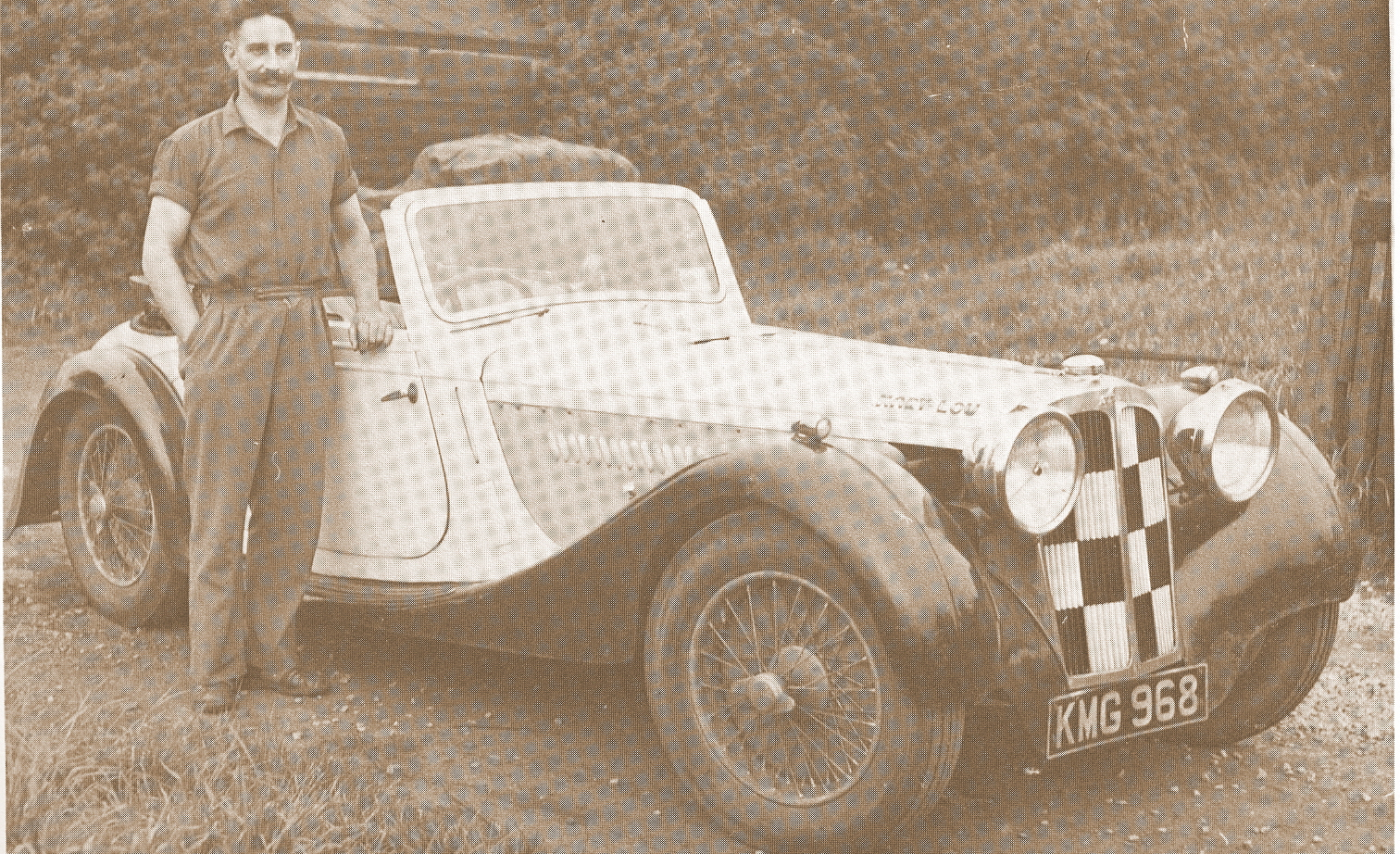
Atalanta V12 DropHead Coupe

У 1939 році на Шотландських ралі міс Джоан Бротчі завоювала друге місце в класі закритих автомобілів, в незабаром після цього заводська команда виграє командний приз в Валлійському ралі, кубок отримувала керівниця спортивної програми фірми і учасниця гонок — місіс Улбі.

## Припинення виробництва автомобілів. Закриття компанії
У 1939 році починається Друга світова війна, фірма припиняє виробництво легкових автомобілів, до кінця 1939 року було побудовано 15 машин з 4-циліндровим мотором і 6 з мотором від Lincoln. Підприємство переїжджає в Чертсі, де перейменовується в Atalanta Engineering Ltd і починає виробництво насосів та іншої техніки, фірма проіснувала до 1990 року, однак вона вже машини не випускала.

## Автомобілі RGS Atalanta
Однак в 1949 році майор Річард Гейлард Шетток купує залишилися шасі і права на марку у Atalanta Engineering Ltd, засновує своє підприємство RGS Atalanta Ltd, і до 1952 року він продає і виготовляє шасі для бажаючих, причому він робить ціну цілком доступною, так що не рідкість зустріти шасі Atalanta з технічною начинкою від Ford Ten або Austin Seven, на які покупці вже самі замовляли кузови. Оригінальних шасі було тільки близько 5 шт., решта шасі були спроєктовані Шетток і від «Атланта» застосовувалася тільки оригінальна підвіска всіх коліс. У 1953 році він купує фірму North East Coast Yacht Building and Engineering Co і починає з цього дня пропонувати клієнтам готові машини зі склопластиковими кузовами, спроєктовані Джоном Гріффітсом, і з двигунами фірм Lea-Francis, Jaguar або Aston Martin.
Однак незабаром клієнти стали просити машини з більш серйозними моторами, як від Jaguar C-Type, який при 3.4 л міг розвивати 220 к.с., для таких машин потрібні були більш жорсткі кузови, і на деякі шасі стали встановлювати алюмінієві кузови. Але власне виробництво кузовів виявилося дорогим задоволенням, і Шетток в 1958 році підписує контракт про постачання кузовів з фірмою Precision Reinforced Mouldings Ltd.

## Спроба відродження марки
Крім готових машин, Річард Шетток пропонував своїм клієнтам автомобілі у вигляді наборів або кіт-карів, проте поступово бізнес загасав, і в 1962 році Шетток побудував останній автомобіль, після чого фірма припинила свою діяльність. Однак навесні 2012 року колекціонер автомобілів і любитель ретро-гонок Мартін Корфілд із Стаффордширу воскресив марку, викупивши права і конструкцію автомобіля. Перші автомобілі повинні були потрапити в руки своїх замовників вже в першій половині року, але машина, побудована за принципом автомобіля 30-х років, отримала алюмінієву раму, сучасний 2.5 л мотор, потужністю 185 к.с., і 5-ступінчасту коробку передач Borg Wagner. Все це мало одягатися в кузов типу Sports Tourer і продаватися за 120 000 EUR.

## Список автомобілів Atalanta
- 1937 — Atalanta 1.5-Litre
  - Atalanta 2-Litre
- 1938 — Atalanta V12

## Список автомобілів RGS Atalanta
- 1953 — RGS Atalanta